# Command & Conquer: The First Decade
Command & Conquer: The First Decade – kompilacja gier komputerowych z serii Command & Conquer, wydana 7 lutego 2006 roku na PC przez Electronic Arts.

## Lista gier i dodatków
Źródło: Gry-Online
- Command & Conquer (1995)
  - Command & Conquer: The Covert Operations (1996)
- Command & Conquer: Red Alert (1996)
  - Command & Conquer: Red Alert – The Aftermath (1997)
  - Command & Conquer: Red Alert – Counterstrike (1997)
- Command & Conquer: Tiberian Sun (1999)
  - Command & Conquer: Tiberian Sun – Firestorm (2000)
- Command & Conquer: Red Alert 2 (2000)
  - Command & Conquer: Red Alert 2 – Yuri’s Revenge (2001)
- Command & Conquer: Renegade (2002)
- Command & Conquer: Generals (2003)
  - Command & Conquer: Generals – Zero Hour (2003)